# آنا جولیا کوپر
آنا جولیا هیوارد نویسنده، مربی، جامعه‌شناس، و فعال آزادی‌خواه سیاه‌پوست و یکی از برجسته‌ترین متفکران آفریقایی-آمریکایی در تاریخ ایالات متحده بود. او در سال ۱۸۵۸ در شهر رالِی، در ایالت کارولینای شمالی، زاده شد. او دختری بسیار باهوش بود و برای اینکه بتواند تحصیل کند باید با تبعیض نژادی، تبعیض جنسیتی و بی‌پولی می‌جنگید. در مؤسسه طبیعی و دانشگاهی سنت آگوستین، مدرسه اسقفی ویژه آفریقایی-امریکایی‌ها مشغول به تحصیل شد. او به سبب هوش سرشار خود از ۹ سالگی تدریس خصوصی می‌کرد. سپس وارد کالج اوبرلین شد. در سال ۱۸۸۴ مدرک لیسانس و در سال ۱۸۸۷، مدرک فوق لیسانس افتخاری خود را دریافت کرد. آنا جولیا هیوارد تا پایان زندگی در واشینگتن دی.سی، از پیشه معلمی روزگار گذراند. او تمام عمر، به مبارزه با تبعیض نژادی پرداخت.

## آثار
آنا جولیا کوپر در سال ۱۸۹۲ مجموعه مقالاتی دربارهٔ نژاد، جنسیت و آموزش و موضوعاتی دیگر با عنوان آوایی از جنوب، به انتشار رساند. همچنین در سن ۶۵ سالگی به دفاع از پایان‌نامه دکترایش با عنوان برده‌داری و انقلابیون فرانسوی پرداخت. پایان‌نامه او که به زبان فرانسه نوشته شده بود، در سال ۱۹۸۸ به انگلیسی ترجمه و منتشر شد. کوپر با همین دو کتاب قابلیت‌های خود را به مثابه «نظریه‌پرداز برجسته جامعه‌شناسی در خصوص نژاد و جامعه، هم در آمریکا و هم در سطح جهان» نشان داد.